# Morti nel 1456
| Questa pagina contiene informazioni ricavate automaticamente dalle voci biografiche con l'ausilio del template Bio e di un bot. L'aggiornamento è periodico e automatico e ricostruisce completamente la pagina. Se manca una persona in questa lista, sei pregato di non aggiungerla, ma accertati piuttosto che la sua voce biografica contenga il template Bio e che i dati anagrafici siano correttamente compilati. Se il template Bio manca, inseriscilo tu stesso o, in alternativa, metti l'avviso {{tmp\|Bio}} che ne segnala la mancanza. Se i dati riportati sono sbagliati, correggi direttamente la voce biografica; le modifiche saranno visibili in questa lista entro pochi giorni. Per chiarimenti vedi il progetto biografie. La lista contiene solo le 31 persone che sono citate nell'enciclopedia e per le quali è stato implementato correttamente il template Bio. Pagina aggiornata al 18 mag 2025. |

- 8 gennaio - Lorenzo Giustiniani, patriarca cattolico italiano (n. 1381)
- 17 gennaio - Elisabetta di Lorena-Vaudémont, scrittrice (n. 1397)
- 30 marzo - Pietro Regalado, religioso, presbitero e santo spagnolo (n. 1390)
- 20 aprile - Raffaello di Leca, politico e militare italiano (n. 1432)
- 25 aprile - Biagio Assereto, ammiraglio italiano
- 29 maggio - Antonio Bernieri, vescovo cattolico italiano
- 12 luglio - Alfonso de Cartagena, vescovo cattolico spagnolo (n. 1384)
- 23 luglio - Feltrino Boiardo, condottiero e letterato italiano (n. 1380)
- 5 agosto - Angelo Maccagnino, pittore italiano
- 11 agosto - Giovanni Hunyadi, condottiero e politico ungherese
- 22 agosto - Vladislav II di Valacchia, militare rumeno
- 27 settembre - Lorenzo da Ripafratta, religioso italiano
- 3 ottobre - Walram von Moers, cardinale e vescovo cattolico tedesco (n. 1393)
- 17 ottobre - Nicolas Grenon, compositore francese
- 23 ottobre - Giovanni da Capestrano, religioso italiano (n. 1386)
- 3 novembre - Edmondo Tudor, nobile britannico (n. 1430)
- 12 novembre - Gabriele Ferretti, francescano italiano (n. 1385)
- 25 novembre - Jacques Cœur, mercante francese (n. 1395)
- 4 dicembre - Carlo I di Borbone, nobile (n. 1401)
- 21 dicembre - Carlo Gonzaga, nobile (n. 1417)
- 24 dicembre - Đurađ Branković, sovrano serbo (n. 1377)
- Andrea da Firenze, religioso italiano
- Troiano Caracciolo, nobile e condottiero italiano
- Giovanni Eugenico, teologo bizantino (n. 1395)
- Andreolo Giustiniani, antiquario e scrittore italiano (n. 1385)
- Guido I Gonzaga di Bagnolo, nobile e condottiero italiano
- Juan de Mena, poeta e umanista spagnolo (n. 1411)
- Rossello di Jacopo Franchi, pittore italiano
- Guillem Sagrera, architetto e scultore spagnolo (n. 1380)
- Philippe de Ternant, nobile francese (n. 1400)
- Turakhan Bey, generale ottomano